# BAe 146
BAe 146 — коммерческий среднеразмерный реактивный самолёт, производившийся British Aerospace (Великобритания) в 1983—2003 гг. Всего было произведено 387 экземпляров, Avro RJ/BAe 146 стал вторым по успешности британским гражданским реактивным самолётом.
BAe 146/Avro RJ имеет схему высокоплана с Т-образным хвостовым оперением, использует четыре турбовентиляторных реактивных двигателя, расположенных на крыле. Самолёт обладает коротким взлётом и посадкой, а также низким уровнем шумов; его прозвище — Whisperjet. Самолёт был ориентирован на использование в маленьких аэропортах в городской черте, основное назначение — работа на региональных авиалиниях. BAe 146/Avro RJ широко эксплуатировался европейскими авиакомпаниями, такими как Lufthansa и Brussels Airlines. Грузовая версия самолёта имеет индекс «QT» (Quiet Trader), конвертируемая — «QC».
BAe 146 выпускался в вариантах −100, −200 и −300. Аналогом этих версий Avro RJ являются RJ70, RJ85, и RJ100. С 1992 производилась модернизированная версия под названием Avro RJ. Производство новой версии Avro RJX (с новыми двигателями) было анонсировано в 1997, однако только три прототипа были построены до того, как программа производства была свёрнута в 2001.

## История

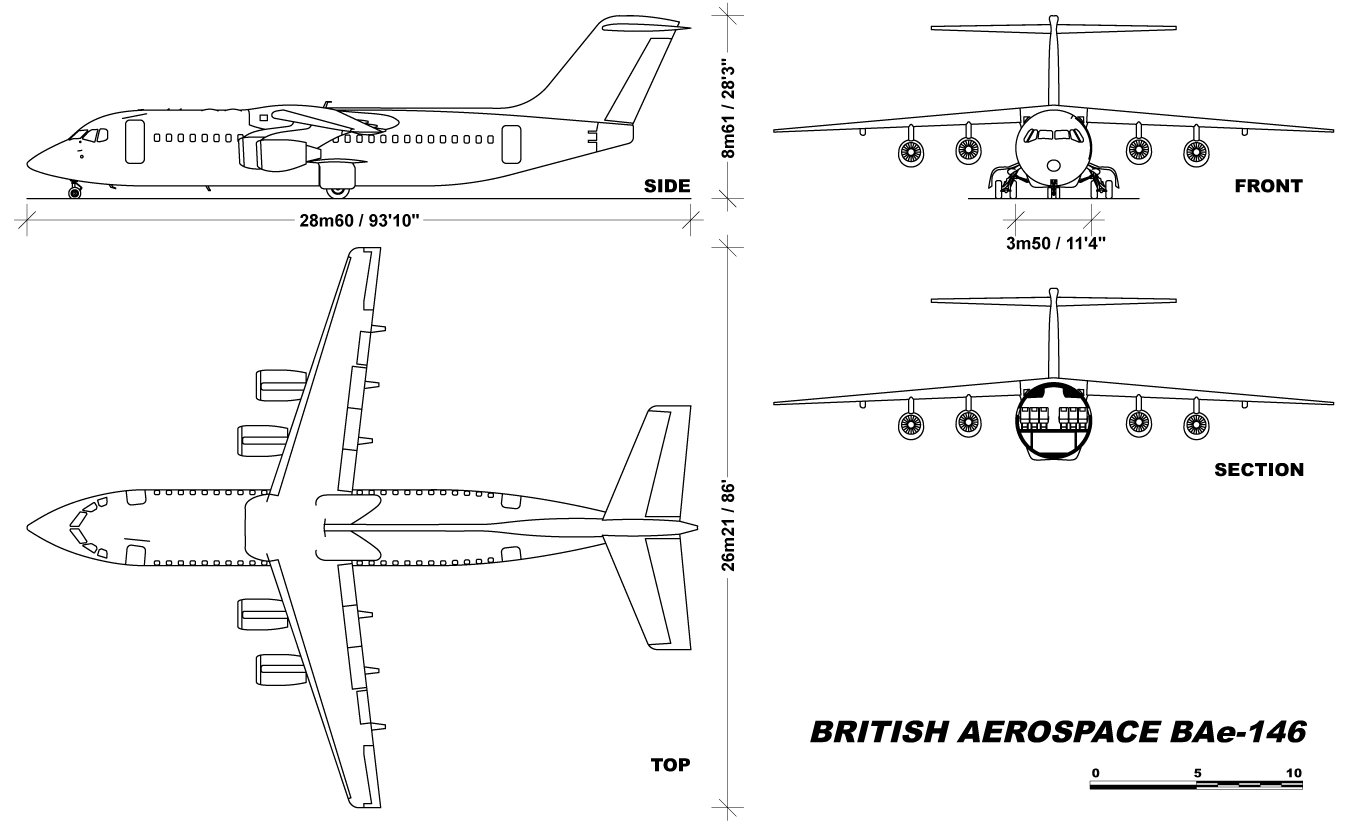
BAe 146 в трёх проекциях

Первоначальный дизайн был разработан Hawker Siddeley в 1973 году, тогда проект назывался HS.146, номер 146 был унаследован от DH146 de Havilland после поглощения последнего Hawker Siddeley. Но вскоре Hawker Siddeley вышел из проекта в связи с нефтяным кризисом 1973 года. В 1977 году Hawker Siddeley в свою очередь влился в British Aerospace и в 1978 году проект был реанимирован под названием «BAe 146». В 1993 году название было изменено на «Avro RJ».
Лётный сертификат BAe 146 получил 8 февраля 1983 года.
Первые самолёты строились на фабрике de Havilland в Хатфилде. Впоследствии самолёты семейства Avro RJ строились в Центре региональных самолётов BAE Systems в Вудфорде в Англии. Изначально планировалось оснастить самолёт турбовентиляторными двигателями ALF 502, однако они были усовершенствованы Honeywell специально для серии Avro RJ LF 507. Кроме того, кабина самолётов серии Avro RJ также была модернизирована. Производство самолёта впоследствии было прекращено, последние четыре самолёта были переданы заказчику в октябре-ноябре 2003. Многие авиакомпании предпочли заменить Avro/BAe на Airbus A318, CRJ 700 производства Bombardier Aerospace или самолёты серии Embraer E-Jets. С 1993 по 2002 год было произведено всего 166 самолётов Avro RJ.
Лучше всего BAe 146/Avro RJ проявили себя на коротких и насыщенных региональных и ближнемагистральных маршрутах. BAe 146 от других региональных самолётов отличала компоновка сидений по 6 в ряду, что даёт большую вместимость, чем традиционные компоновки в самолётах этого класса по 4 или 5 мест в ряду. Вторым преимуществом самолёта стал низкий уровень шума, который позволил его использовать в аэропортах в черте плотно населённых городов, что было важно для многих эксплуатантов. В частности, это один из немногих типов самолётов, которые могут использоваться в Лондонском городском аэропорту, где также очень крутая схема захода и короткая полоса.
Вместе с тем, BAe 146 достаточно неэкономичен с точки зрения расхода топлива: 4 двигателя для небольшого регионального самолёта по современным меркам — непозволительная роскошь.
Отличительной особенностью этой модели самолёта является так называемый «хвостовой тормоз» — «расщепляющаяся» и распускаемая в стороны хвостовая часть, применяемая для уменьшения скорости при снижении и перед посадкой, вместо режима обратной тяги двигателей. Интерцепторы крыла применяются только после приземления.

### Проблемы
Двигатели ALF 502 отличаются не самой высокой надёжностью. Электронная начинка двигателя склонна к перегреву, что может вызвать отключение двигателя в полёте без возможности повторного запуска. В некоторых случаях редкие атмосферные явления приводили к внутреннему обледенению двигателя. В последние годы были случаи, когда ядовитые пары от машинного масла попадали в кабину пилотов через систему кондиционирования.

## Модификации

### BAe 146—100 и Avro RJ70

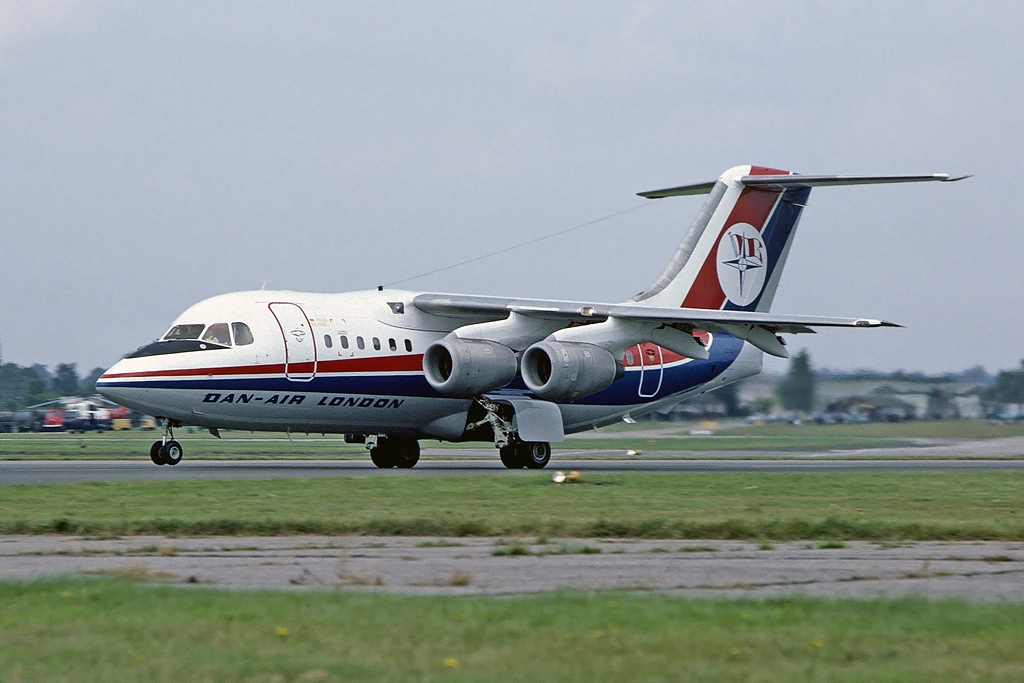
BAe 146—100 Dan-Air

Первый полёт BAe 146 модификации −100 прошёл 3 сентября 1981, поставки начались в 1983. Первым покупателем стала авиакомпания Dan-Air, которая передала технику в аренду подразделению ВВС Великобритании, специализирующемуся на перевозке VIP-персон. Самолёты модификации −100 стали последними из серии 146, которые были модернизированы в Avro RJ с первыми поставками Avro RJ70 в конце 1993. RJ70 отличался от 146—100 наличием FADEC для двигателей LF 507 и цифровой авионикой. Вместимость RJ70 — 70 пассажиров, 82 при 6 креслах в ряду или 94 в сверхплотной конфигурации.

### BAe 146—200 и Avro RJ85

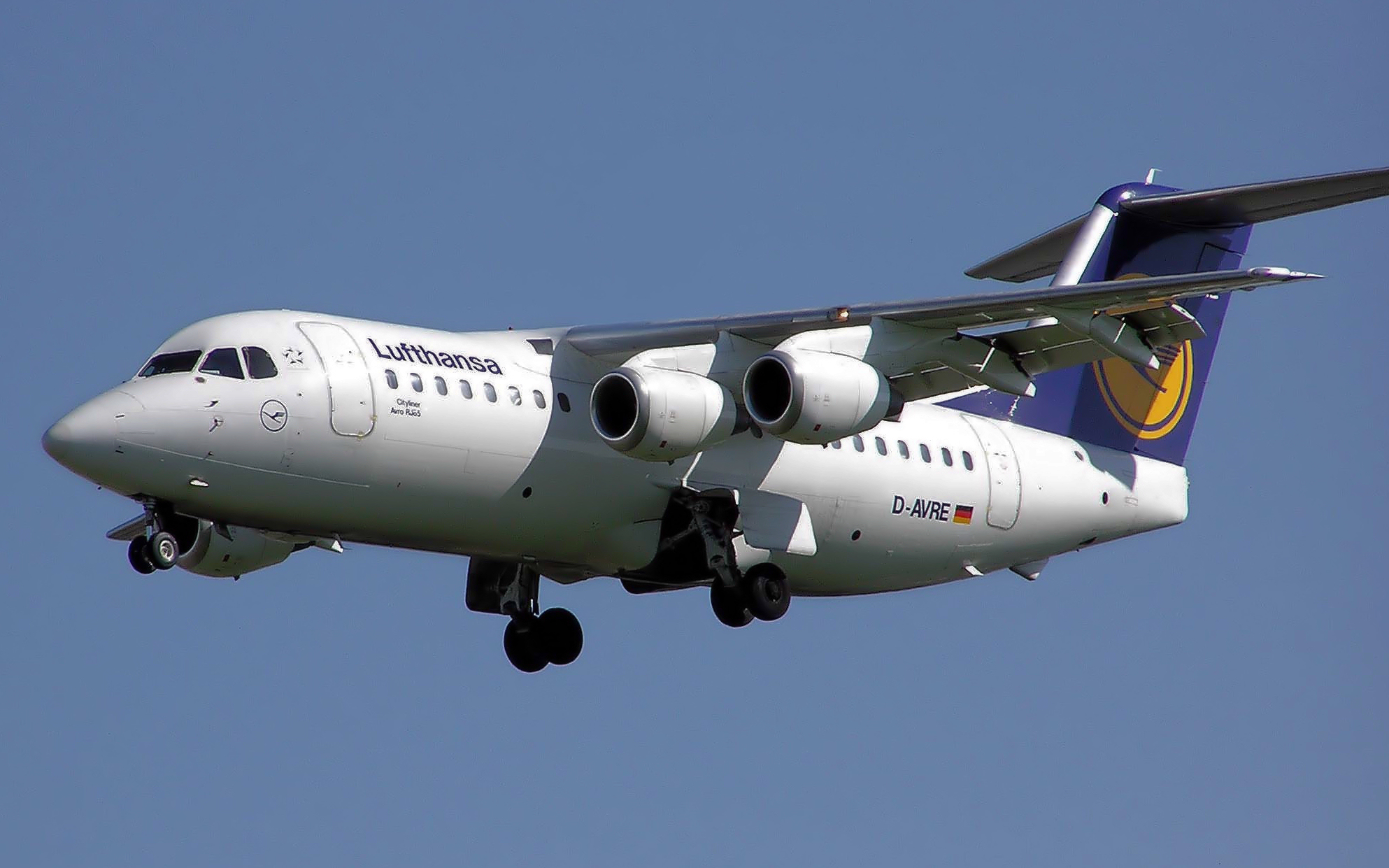
Avro RJ85 Lufthansa

Особенностью модификации 146—200 стало удлинение фюзеляжа на 2,41 м, что в результате позволило сократить затраты на одно кресло. Первый полёт самолёт модификации −200 совершил в августе 1982, через 6 месяцев вошёл в эксплуатацию. RJ85, первая RJ модернизация в семействе BAe 146, заключалась в улучшении кабины и установке двигателей LF 507. Поставки RJ85 начались с апреля 1993. Максимальная вместимость RJ85 — 112 пассажиров.

### BAe 146—300 и Avro RJ100

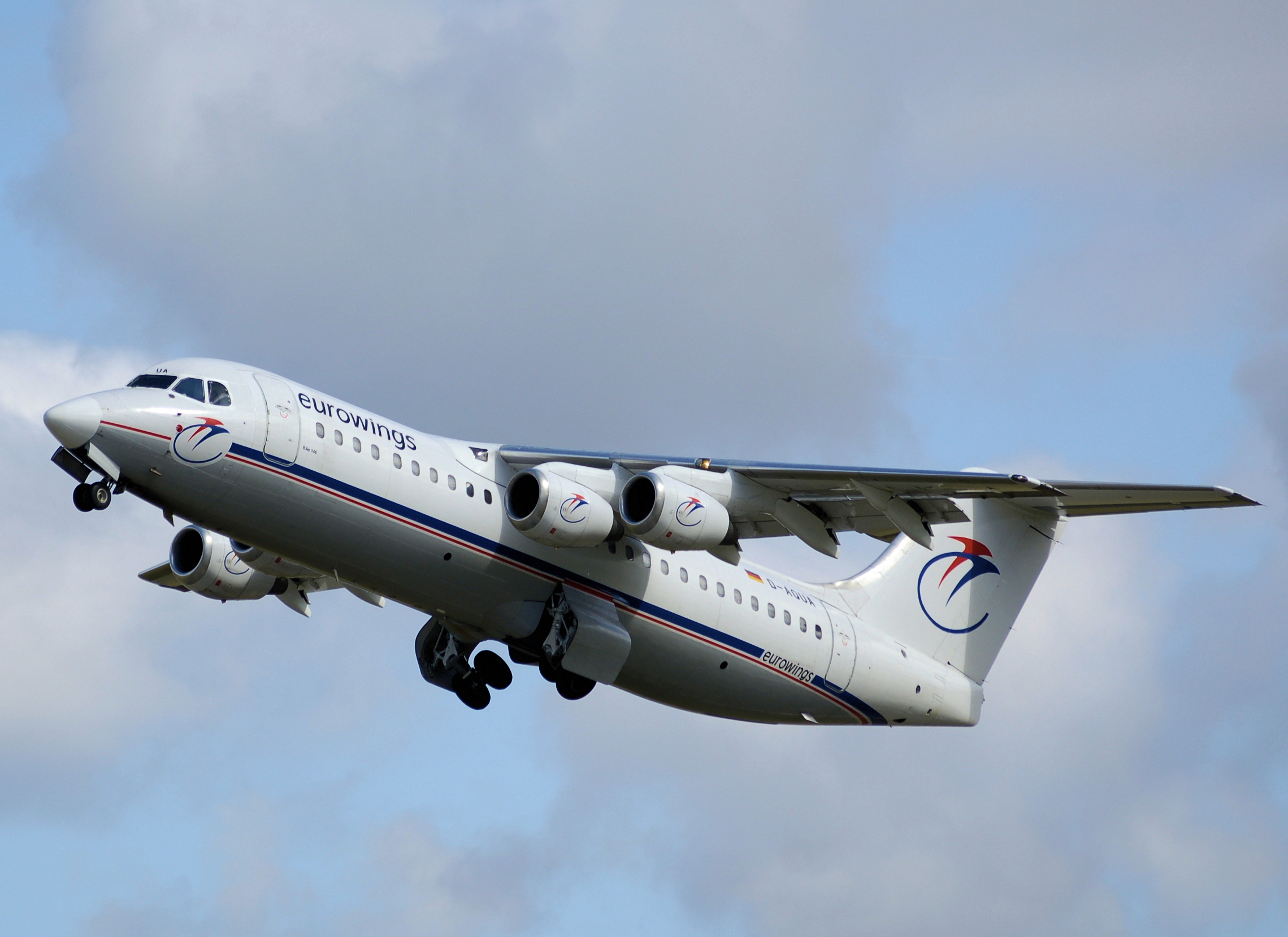
BAe 146—300 Eurowings

Первоначально разработчики планировали в модификации −300, удлинить фюзеляж на 3,2 м по сравнению с −200, установить более мощные двигатели и вертикальные законцовки крыла. Однако в связи с требованиями авиакомпаний повышения в первую очередь эффективности самолёта, а не его вместимости, 146—300 был увеличен в длину на 2,44 м по сравнению с −200, без винглетов и нового двигателя. Поставки начались в декабре 1988. Модификация Avro 146—300 была впоследствии модернизирована, получив название RJ100. Фюзеляж был сохранён, но были усовершенствованы интерьер, двигатели и авионика. В стандартном варианте RJ100 размещается 100 пассажиров. В RJ115 стандартное количество мест — 116, максимальное — 128 в особо плотной компоновке.

### Специальные модификации
- Statesman
VIP или корпоративная версия. 146 стал первым реактивным самолётом который стал использоваться специальным подразделением ВВС Великобритании для перевозки VIP-персон, включая королевскую семью, и был введён в эксплуатацию в 1986 после того, как предварительно два взятых в аренду самолёта хорошо себя зарекомендовали. Самолёт в VIP-конфигурации рассчитан на 19 пассажиров и 6 членов экипажа[7].
- 146-QT (Quiet Trader)
 Грузовая версия.
- 146-QC
Конвертируемая пассажирская/грузовая версия.
- 146-STA
Военная транспортная версия. Самолёт этой модификации также мог дозаправляться в воздухе с помощью штанги, расположенной в носовой части самолёта. Самолёт был представлен на парижском авиашоу в 1989, но заказы не были получены.

### Avro RJX
RJX-70, RJX-85 и RJX-100 представляли собой модернизированные самолёты серии Avro RJ. RJX использовал турбовентиляторные двигатели Honeywell AS977 повышенной эффективности (уменьшение расхода горючего на 15 %, увеличение дальности на 17 %), имел более низкую шумность и на 20 % меньшие эксплуатационные затраты. Бутанская авиакомпания Druk Air разместила заказ на два RJX-85, а British European на 12 RJX-100 с опционом ещё на 8. Однако BAE Systems вышла из проекта в декабре 2001, произведя и подняв в воздух только три самолёта — прототипы RJX-85 и RJX-100, и первый RJX-100 для British European. BAE достиг соглашения с Druk Air и British European в начале 2002, по которому авиакомпании согласились не форсировать выполнение контрактов на RJX. BAE изучает возможность строительства 14 «гибридных» самолётов, однако British European не хочет принимать на себя риск быть единственным эксплуатантом типа.
Окончание проекта RJX ознаменовало конец коммерческого авиастроения в Великобритании, хотя производство ряда важных авиационных компонентов (например изготовление крыла для Airbus) в Великобритании ещё ведётся.

## Лётно-технические характеристики (BAe 146—100 \\ BAe 146—200 \\ BAe 146—300)
- Экипаж: 4 (2 пилота и 2 стюардессы/стюарда)
- Пассажировместимость: 70-82 \\ 85-100 \\ 97-112
- Длина, м: 26,19 \\ 28,55 \\ 31,00
- Размах крыла, м: 26,34
- Высота, м: 8,61
- Площадь крыла, м²: 77,3
- Масса пустого, кг: 23 820 \\ 24 600 \\ 25 640
- Коммерческая загрузка, кг: 8 612 \\ 11 233 \\ 11 781
- Максимальный взлётный вес, кг: 38 101 \\ 42 184 \\ 44 225
- Количество двигателей: 4 с тягой 31 kN каждый
- Тип двигателя: турбовентиляторный, Lycoming ALF 502R-5
- Запас топлива, л: 11 728 (опция — 12 901 л)
- Максимальная скорость: 893 км/ч (=0,739М или 426 kn)
- Крейсерская скорость: 750 км/ч (=0,7М или 404 kn)
- Дальность полёта, км: 3 870 (82 пасс) \\ 3 650 (100 пасс) \\ 3 340 (100 пасс)
- Практический потолок, м: 11 000 (=35 000 ft)
- Длина разбега, м: 1 195 \\ 1 390 \\ 1 535
- Длина пробега, м: 1 180 \\ 1 190 \\ 1 270

В связи с особенностями механизации крыла и чрезвычайно эффективными аэродинамическими тормозами в хвосте, четыре двигателя производства Lycoming Engines не имеют реверсивных устройств.

## Авиакомпании-операторы

### Гражданские
Операторы BAe 146 / Avro RJ по состоянию на ноябрь 2018 года:
 Австралия
- Cobham Aviation (13)

 Испания
- ASL Airlines Spain[англ.] (9)

 Греция
- Astra Airlines (1)

 Ирландия
- CityJet (14)

 Иран
- Mahan Air (17)

 Кыргызстан
- TezJet Airlines (2)

 Ливия
- AirLibya

 Перу
- Star Perú[англ.] (9)

 Швеция
- BRA Braathens Regional Airlines (12)

 ЮАР
- Airlink (12)

### Военные
Великобритания
- Королевские ВВС Великобритании
  - 32-я Эскадрилья[англ.] (4)

 ОАЭ

- Военно-воздушные силы ОАЭ
  - Правительственный авиаотряд[англ.] (2)

## Аварии и катастрофы
По данным сайта Aviation Safety Network, по состоянию на 31 октября 2020 года в общей сложности в результате катастроф и серьёзных аварий были потеряны 23 самолёта BAe-146. BAe-146 пытались угнать 2 раза, при этом никто не погиб. Всего в этих происшествиях погибли 337 человек.
| Дата       | Бортовой номер | Место происшествия | Жертвы | Краткое описание |
| ---------- | -------------- | ------------------ | ------ | --- |
| 07.12.1987 | N350PS         | Калифорния         | 43/43  | Уволенный сотрудник авиакомпании «PSA» Дэвид Бёрк пронёс пистолет в самолёт, на котором летел его проверяющий, и начал стрельбу. Убив бывшего начальника, стюардессу и пилотов, преступник направил самолёт в землю. |
| 20.02.1991 | CC-CET         | Пуэрто-Уильямс     | 20/73  | При посадке выкатился с ВПП в канал. |
| 23.07.1993 | B-2716         | Иньчуань           | 55/113 | Попытка взлёта с невыпущенными закрылками. |
| 11.01.1998 | TC-THF         | Самсун             | 0/74   | При посадке выкатился с ВПП. |
| 25.09.1998 | EC-GEO         | Мелилья            | 38/38  | Разбился при заходе на посадку из-за ошибок пилотов. |
| 22.04.2000 | TC-THL         | Сиирт              | 0/46   | При посадке выкатился с залитой водой ВПП. |
| 24.11.2001 | HB-IXM         | Цюрих              | 24/33  | Разбился при заходе на посадку из-за ошибок пилотов. |
| 15.10.2002 | N528XJ         | Мемфис             | 0/2    | При движении к гейту врезался в телетрап из-за ошибки персонала. |
| 08.01.2003 | TC-THG         | Диярбакыр          | 75/80  | Разбился при заходе на посадку в тумане. |
| 14.11.2005 | RP-C2995       | Катарман           | 0/38   | При посадке сошёл с ВПП и выкатился на рисовое поле. |
| 10.10.2006 | OY-CRG         | Стур               | 4/16   | При пробеге после посадки не выпустились спойлеры. Самолёт выкатился за пределы ВПП и загорелся. |
| 22.04.2008 | YR-BEB         | Бухарест           | 0/73   | При посадке подломилась стойка шасси. |
| 13.02.2009 | G-BXAR         | Лондон             | 0/72   | При посадке подломилась стойка шасси. Списан. |
| 09.04.2009 | PK-BRD         | Папуа              | 6/6    | Разбился в горах при заходе на посадку в низкой облачности. |
| 08.05.2013 | PK-JKC         | Вамена             | 0/0    | Грузовой рейс. Сгорел на стоянке. |
| 28.11.2016 | CP-2933        | Ла-Унион           | 71/77  | Выработка авиатоплива, врезался в гору в 50 километрах от пункта назначения. На борту находились игроки бразильского ФК «Шапекоэнсе».                                                                                |
| 01.03.2018 | EX-27005       | Бишкек             | 0/96   | Аварийная посадка из-за разрушения турбины левого двигателя. |